# Varanus bitatawa
Varanus bitatawa – gatunek jaszczurki z rodziny waranowatych (Varanidae). Jest endemitem filipińskiej wyspy Luzon.
Varanus bitatawa osiąga duże rozmiary – może dorastać do ponad 2 m długości, co czyni z niego jednego z największych waranów. Jest jaskrawo ubarwiony – grzbietowa strona ciała jest przeważnie czarna z jasnozłotymi lub żółtymi plamami i pasami. Przednie kończyny bardziej żółte niż czarne, podczas gdy tylne są czarne z żółtymi plamami. Ogon ubarwiony w poprzeczne czarne i żółte pasy.
Przeprowadzona przez Weltona i współpracowników analiza filogenetyczna uwzględniająca cechy morfologiczne oraz DNA jądrowego i mitochondrialnego sugeruje, że najbliższym krewnym V. bitatawa jest waran Graya, przy czym genetycznie są one bardzo odrębne. Podobnie jak on, V. bitatawa prowadzi nadrzewny tryb życia i żywi się – jako jeden z zaledwie trzech gatunków współczesnych waranów – owocami i prawdopodobnie również jest skryty i nigdy nie opuszcza lasów. Zasięgi występowania tych dwóch gatunków dzieli około 150 km, obszar ten jest przecięty trzema dolinami rzecznymi.
Pomimo dużych rozmiarów V. bitatawa został formalnie opisany dopiero w 2010 roku na podstawie osobników odnalezionych w trudno dostępnej dolinie rzecznej w północnej części filipińskiej wyspy Luzon. Gatunek ten już wcześniej był jednak dobrze znany członkom plemion Agta i Ilongot, którym służy on jako główne źródło białka.